# Насос відцентровий секційний

Рис. 3. Насос відцентровий секційний (з позначенням основних елементів): 1– робочі колеса; 2 – всмоктувальний патрубок; 3 – сальник; 4 – спіральний підвід; 5 – кришка всасу; 6 – корпус;7 – болти; 8 – нагнітальна кришка; 9 – вал; 10 – підшипник;11 – муфта; 12 – зворотні лопаті;13 – направні лопаті

Насос відцентровий секційний рос. насос центробежный секционный, англ. stage chamber centrifugal pump, нім. Pumpe f (Kreiselpumpe f) in Ringbauart, Gliederpumpe f – багатоступінчастий горизонтальний відцентровий насос з системою урівноваження осьової сили гідравлічною п’ятою, з вертикальним розніманням на окремі секції. 

## Загальний опис
Ротор насоса являє собою вал, на якому розміщені робочі колеса. Загальний напір насоса дорівнює сумі напорів, що створюються кожним колесом. Типорозмірний ряд Н.в.с. включає машини з подачею до 1000 м3/год і напором до 2000 м вод. ст. при к.к.д. 48 – 80%. В гірничій промисловості використовуються у системах дільничного і головного водовідливу, відкачування води з кар’єрів, свердловин тощо.
Секційний насос призначений для подачі води з температурою до 60-80 оС, при крупності твердих частинок до 0,1-0,2 мм. Насос має вертикальний роз’єм корпусу і однобічний підвід води до робочих коліс.
Робочі колеса 1 ступені і корпусу 6 з направними апаратами складають однакові взаємозамінні секції з однаковим напрямом руху води у проточній частині. Секції збираються на загальному валу 9 між всмоктувальною 5 і нагнітальною 8 кришками і стягуються болтами 7. Місця виходу валу з всмоктувальної і нагнітальної кришок мають сальникові ущільнення 3. Опорами ротора служать два підшипника кочення 10 з кільцевим мастилом.
Вода через спіральний підвід 4 першого ступеня потрапляє у робоче колесо. Відвід води з одного ступеня в другий проводиться по каналах нерухомих направних апаратів. Муфта 11 з’єднує вал насоса з електродвигуном. Осьове зусилля урівноважується за допомогою перепускних отворів у робочому колесі або за допомогою розвантажувального диску, який встановлюється за останньому робочому колесі. Число ступенів в одному насосі коливається від 2 до 8-12.   
Перевага секційних насосів – можливість зміни напору за рахунок збільшення або зменшення числа робочих коліс.